# Sungai Lingkar
Sungai Lingkar is een bestuurslaag in het regentschap Batang Hari van de provincie Jambi, Indonesië. Sungai Lingkar telt 2002 inwoners (volkstelling 2010).